# Космічна трилогія
«Космічна трилогія» (англ. Space Trilogy або Cosmic Trilogy) — цикл науково-фантастичних романів Клайва Стейплза Льюїса, написаний протягом 1938—1945 років. Трилогія складається з таких частин: «Поза мовчазною планетою», «Переландра» та «Мерзенна сила». Головним героєм перших двох частин та важливим персонажем третьої частини виступає філолог Елвін Ренсом.

## Сюжет
Трилогія складається з трьох частин.
Перекладач цієї трилогії українською Андрій Маслюх у своєму слові від перекладача зазначає, що подібно до «Хронік Нарнії», «Космічну трилогію» можна вважати своєрідним катехизмом. Перший роман, «За межі мовчазної планети» (1938) присвячено засадничим християнським істинам — тут надзвичайно образним і метафоричним способом розповідається про те, як саме люди - вінець Божого творіння пов'язані з Творцем, що таке Божий задум і Божа воля. У цій книжці читач зустрічається з ангелами і починає розуміти справжню природу смерті, що зводить нанівець страх перед нею. Події першої частини трилогії відбуваються у вигаданому світі на планеті Марс, який зветься тут «Малакандрою».
Автор поступово розгортає перед читачами величну картину всесвітньої боротьби добра і зла, до якої судилося долучитися головному герою — філологові з Кембриджа на ім'я Елвін Ренсом, якого за сюжетом викрадають і силоміць вивозять на далеку планету Малакандру двоє зловмисників: його колишній шкільний товариш Дивайн і вчений-фізик на прізвище Вестон. На Малакандрі у Ренсома відкриваються очі на багато речей, про які він не здогадувався раніше — наприклад, тільки поживши трохи серед малакандрійців, він дізнається, чому мешканці інших планет Сонячної системи («Поля Арболу») вважають Землю мовчазною планетою — Тулкандрою. Коли у вісімнадцятому розділі Елвін Ренсон дістає нагоду поспілкуватися з Оярсою Малакандри в Мелділорні, він дізнається від нього, що Земля перебуває неначе у вигнанні з товариства інших планет Сонячної системи. У далекому минулому Земля потрапила під вплив ангельської істоти, відомої як «Кривий Оярса», і тепер, щоб запобігти поширенню негативного впливу на решту планет «Поля Арболу», вона мовчить і називається «мовчазна планета» (Тулкандра).
Події другого роману трилогії, «Переландри» (1943), відбуваються у райському світі на планеті Переландра, відомій землянам як Венера. У цій книзі Ренсом подорожує на незаймані плавучі острови вигаданого світу Венери, де тільки-но з'явилися перші «Адам і Єва» того світу. Там він вступає у протистояння з демоном-спокусником, що вселився в його давнього недруга, професора Вестона, і намагається врятувати від гріхопадіння першу у тому світі жінку — переландрійську Єву. Якщо він зазнає невдачі, то на Переландру чекає таке ж лихо, яке вже спіткало Землю на самому світанні її історії. Автор з усіх своїх творів найбільше любив цю частину. Згідно з Андрієм Маслюхом, цей роман вважається вершиною його творчості. Читачеві навряд чи скоро звітриться з пам'яті яскравий, сповнений неймовірними барвами образ плавучих островів, що гойдаються на хвилях безмежного переландрійського океану під золотим небесним склепінням. Перекладач цього твору вважає, що цей образ у поєднанні з глибокими філософськими роздумами головного героя і напруженими діалогами, де кожне слово може зіграти фатальну роль, забути просто не можливо.
Події третьої частини трилогії, «Мерзенна сила» (1945), відбуваються на Землі. Науковий аналітичний центр, що називається НІКЕ (Національний інститут координованих експериментів), вступає таємно в контакт з демонічними особами, які планують спустошити Землю.
У третьому романі описується протистояння Христової церкви — її уособлює спільнота св. Анни на чолі з харизматичним Ренсомом, і того, що апостол Павло називав церквою Сатани, бога цього світу, а Л'юїс змалював у вигляді Національного інституту координованих експериментів. На передньому плані — історія молодого подружжя Джейн і Марка Стадоків, які випадково потрапили в саме осереддя доволі моторошних подій і дуже поступово, незалежно один від одного наближаються до пізнання християнських істин. Перекладач цього твору вважає, що в ньому найсильніше виявляється талант автора надзвичайно правдоподібно описувати хід думок своїх героїв. Хоча дія відбувається в університетському середовищі Англії, але тлом для неї слугує титанічна боротьба добра і зла, що розгортається у Сонячній Системі, на кону, як і в цілій трилогії, саме існування всього живого, не більше і не менше. Хоча наприкінці битву виграно, війна триває й далі.

### Ренсом
Ренсом видається дуже схожим на самого Льюїса: професор університету, фахівець з мов і середньовічної літератури, який не перебуває в шлюбі (Льюїс не одружувався до п'ятдесяти), поранений в Першій світовій війні, і не має жодних живих родичів окрім єдиного рідного брата.
У «Поза межами мовчазної планети» припускається, що «Ренсом» — не справжнє ім'я персонажа, а всього лише псевдонім для респектабельного професора, чия репутація може постраждати від його розповіді про таку подорож на планету Марс.
У наступних книжках, однак, про це чомусь не згадується, і стає ясно, що Ренсом — це справжнє ім'я героя. Як і личить філологу, він подає етимологію: ім'я не є похідним від сучасного слова «викуп» (англ. ransom), а скоріше є староанглійським скороченням для фрази «син Ренольфа» (англ. Ranolf's son). Окрім того, це може бути додатковим натяком на ім'я Джона Роналда Руела Толкіна, професора староанглійської і друга Льюїса.

### Космологія

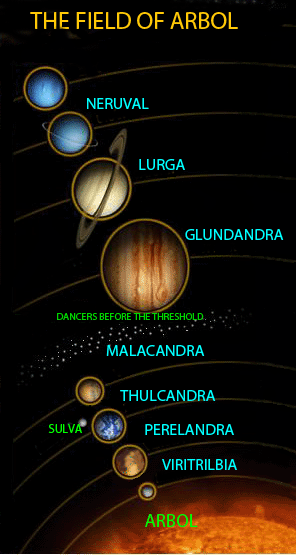
Сонячна система («Поле Арболу») з назвами давносонячною мовою, використаними в трилогії

Ренсом отримує багато інформації про космологію від Оярси (головного ангела) з Малакандри (Марса). Малелділ, син старого, правив полем Арболу (Сонячної системою), безпосередньо. Але потім Кривий Оярса (Оярса Землі) повстав проти Малелділа і всіх елділів Глибокого Неба (космічного простору) (нагадує історію про те, як Морґот повстав проти Еру та його Айнурів толкінському «Сильмарілліоні»). У відповідь на цей акт, Кривий Оярса страждав в ув'язненні на Землі, де він вперше вчинив велике зло. Таким чином, він зробив Землю тихою планетою, відрізаною від Оярсів інших планет, звідси і назва «Тулкандра», Мовчазна планета, яка відома у всьому Всесвіті. Малелділ намагався дотягнутися до Тулкандри і став людиною, щоб спасти рід людський. За словами Зеленої Леді Тінідріл (першої жінки-Єви на Переландрі-Венері), Тулкандра мала найвищу честь серед усіх світів, бо Малелділ прийшов туди, щоб стати людиною.
У полі Арболу зовнішні планети є старші, внутрішні планети — нові.
Земля буде залишатися мовчазною планетою до кінця великої Облоги Глибоких Небес проти Оярси Землі.

### Елділи
Елділи (англ. eldila) — це іншопланетяни, що наділені духовними здібностями.
Людські персонажі в трилогії стикаються з ними на різних планетах, але самі елділи є рідними для міжпланетного та міжзоряного простору Глибоких Небес. Вони ледь видимі як стовпи слабкого і мінливого світла.
Деякі дуже потужні елділи, так звані Оярси, контролюють хід природи на кожній з планет Сонячної системи (за аналогією з Валарами у «Сильмарілліоні»). Вони (і, можливо, всі елділи) можуть набувати тілесної форми. Скидається на те, що титул Оярси відображає поточну функцію керівництва, незалежно від виду вождя; коли першочоловік Переландри Тор приймає правила свого світу, він величає себе «Тор-Оярса-Переландрі» (ймовірно «Тор, Правитель Переландри»).
Елділи — це науково-белетризовані образи святих і безсмертних ангелів, тоді як Оярси — можливо, ангели вищих чинів. У 22-му розділі книжки «За межі мовчазної планети» Льюїс розмірковує про слово «оярси» (англ. oyarses) — ім'я, дане Бернардом Сильвестром правителям небесних сфер у його «Космографії». Воно було, майже напевно, помилковим написанням або навмисною зміною грец. οὐσιάρχης («усіярхес», буквально — «володарі буття»). Елділи, що спустились на Землю, чи то пак, були ув'язнені на Землі — це темні елділи, що уособлюють собою грішних ангелів — демонів, чортів, бісів. Оярса Землі, так званий «Кривий» уособлює собою Сатану. Ренсом пізніше зустрічає Оярсів обох Марса і Венери, які описуються як чоловічого і жіночого роду відповідно (хоча вони не є ні чоловіками, ні жінками). Оярси інших світів мають характеристики, як у відповідних класичних богів; наприклад, Оярса Юпітера дає відчуття веселості.

### Гнау
Гнау (англ. hnau) — це слово давносонячної мови, яке означає «тварину розумну» — широковідоме визначення людини, що використовували деякі античні і середньовічні філософи, в тому числі Сенека і Тома Аквінський. В одинадцятому розділі першого роману Ренсом запитує одного гроса (представника одного з трьох рас гнау на Малакандрі) про те, чи є Оярса гнау, на що отримує відповідь, що, можливо, Оярса і є гнау, але хіба що якийсь дуже інакший гнау, відмінний від інших (від людей чи марсіан), адже він не знає смерті і не має дітей.
Цей термін був прийнятий деякими іншими людьми, в тому числі другом Льюїса Джоном Толкіном, який використовував цей термін у його неопублікованому за його життя науково-фантастичному романі Записки поняттєвого клубу відрізняючи «гнау» від істот чистого духу або духів, здатних взяти на себе тіло (яке не є необхідним для їхньої природи). Точно так само, персонаж науково-фантастичного роману Справа совісті Бліша запитує чи конкретний іншопланетянин є «гнау», що він визначає як істоту з наявною «розумною душею».
Останнім часом цей термін був використаний деякими філософами, наприклад, у «Чи є дельфін особою?» Томаса Вайта, де автор запитує, чи дельфіни є особами, і якщо так, то чи можна їх вважати «гнау», тобто живими істотами одного і того ж рівня, що і люди.
Деякі християни можуть також вживати цей термін для позначення до живих істот, що володіють незалежною волею, і, таким чином, таких, що мають душу.

### Давносонячна мова
Згідно з космологією «Космічної трилогії», мова всіх жителів «поля Арболу» (Сонячної системи) є давносонячна, або «Глаб-Ерібол-еф-Корді» (Hlab-Eribol-ef-Cordi). Тільки Земля втратила цю мову через вплив Кривого Оярси. Давносонячну мову можна порівняти з ельфійськими мовами, винайденими Толкіном, другом Льюїса. Граматика мало відома, за винятком правил утворення множини іменників. Множина деяких слів («грос», «елділ») утворюється просто тільки через додавання прикінцевого «-a» або «-i»; інші (як «Оярса», «сорн», «гнакра»), досить складні зламані множини, утворюються через додавання внутрішнього «-e-», і додавання або зміни прикінцевої голосної (як правило, «-і» або «-у»), а також може включати в себе внутрішні метатези («Ояресу», «сероні», «гнеракі»).
Терміни, що використовуються протягом трилогії
- Елділ (англ. eldil, множина — eldila), в українському перекладі також «елліди») — вічна, мисляча, неорганічна «істота багатовимірної енергії»; ангел. Деякі елділи виступають в ролі «Оярси» планети.
- Поле Арболу (англ. Field of Arbol) — Сонячна система
- Ґлунд або Ґлундандра (англ. Glund, Glundandra) — Юпітер
- Гнау або нау (англ. hnau, 'nau) — розумна істота, що володіє мовою, інтелектом і особистістю, і така, що має душу.
- Гандра (англ. handra) — планета або земля
- Гру (англ. hrū) — кров
- Лурґа (англ. Lurga) — Сатурн
- Малакандра (англ. Malacandra) — Марс
- Маледіл (англ. Maleldil) — християнинський Бог, описаний в «Переландрі» так, неначе він втілився як Ісус Христос.
- Нерувал (англ. Neruval) — гапакс в Переландрі і, виходячи з контексту,[1] мабуть, планета Уран
- Оярса (англ. Oyarsa, множина — Oyéresu) — титул володаря планети; ангел вищого порядку, можливо, архангел.
- Переландра (англ. Perelandra) — Венера
- Сульва (англ. Sulva) — Місяць
- Тулкандра (англ. Thulcandra) — Земля, буквально — «Мовчазна Планета»
- Вірітрілбія (англ. Viritrilbia) — Меркурій

## Український переклад
Трилогія у перекладі А. Маслюха вийшла у двох томах у видавництві «Свічадо» в 2010 році.